# Örnträsket (Arvidsjaurs socken, Lappland, 725380-165505)
Örnträsket är en sjö i Arvidsjaurs kommun i Lappland och ingår i Skellefteälvens huvudavrinningsområde. Sjön har en area på 0,248 kvadratkilometer och ligger 351,1 meter över havet.

## Delavrinningsområde
Örnträsket ingår i det delavrinningsområde (725429-165505) som SMHI kallar för Mynnar i Skattån. Medelhöjden är 361 meter över havet och ytan är 15,45 kvadratkilometer. Räknas de 8 avrinningsområdena uppströms in blir den ackumulerade arean 93,18 kvadratkilometer. Gallakbäcken som avvattnar avrinningsområdet har biflödesordning 3, vilket innebär att vattnet flödar genom totalt 3 vattendrag innan det når havet efter 136 kilometer. Avrinningsområdet består mestadels av skog (47 procent) och sankmarker (47 procent). Avrinningsområdet har 0,3 kvadratkilometer vattenytor vilket ger det en sjöprocent på 1,9 procent.